# Coupe européenne féminine de handball 2021-2022
Navigation
Coupe européenne 2020-2021 Coupe européenne 2022-2023
La saison 2021-2022 de la Coupe européenne féminine de handball est la 2e édition de la compétition sous ce nom et ce format. Elle fait suite à la Coupe des Villes puis la Coupe Challenge et constitue en ce sens la 29e édition de la compétition organisée par l'EHF.
La compétition est remportée par le club espagnol du BM Gran Canaria, vainqueur en finale d'un autre club espagnol, le CBF Málaga Costa del Sol, par ailleurs tenant du titre.

## Premiers tours

### Tour préliminaire
Les matchs aller se déroulent du 14 au 23 octobre et les matchs retour du 15 au 24 octobre 2021 :
| Équipe 1            | Score   | Équipe 2               | Aller   | Retour    |
| ------------------- | ------- | ---------------------- | ------- | --------- |
| AEP Panorama        | 60 – 48 | Azeryol                | 37 – 21 | 23 – 27   |
| HV Quintus          | 60 – 52 | AC Alavarium           | 31 – 28 | 29 – 24   |
| PAOK Salonique      | 51 – 53 | ÍB Vestmannaeyja       | 29 – 24 | 22 – 29   |
| AESH Pyléa          | 47 – 55 | Izmir BSB SK           | 28 – 27 | 19 – 28   |
| BT Füchse           | 51 – 72 | LK Zug Handball        | 26 – 37 | 25 – 35   |
| ŽRK Despina Prilep  | 25 – 75 | Skara HF (en)          | 10 – 37 | 15 – 38   |
| JuRo Unirek VZV     | 72 – 27 | KHF Ferizaj            | 35 – 14 | 37 – 13   |
| PF Mestrino (it)    | 44 – 54 | DHC Slavia Prague      | 23 – 28 | 21 – 26   |
| Dicken (fi)         | 49 – 63 | SSV Brixen Südtirol    | 23 – 34 | 26 – 29   |
| Handball Erice (it) | 52 – 62 | Maccabi Ramat Gan (he) | 24 – 25 | 28 – 37   |
| Žalgiris Kaunas     | 54 – 56 | Westfriesland SEW      | 26 – 31 | 28 – 25   |
| BM Gran Canaria     | 68 – 46 | ARC Alpendorado        | 33 – 21 | 35 – 25   |
| KHF Prishtina       | 62 – 71 | ŽRK Vardar Skopje      | 35 – 39 | 27 – 32   |
| DAC Dunajská Streda | 62 – 43 | ŽRK Borac Banja Luka   | 38 – 26 | 24 – 17   |
| HSC Kreuzlingen     | 53 – 55 | UHC Stockerau          | 27 – 24 | 26 – 31ap |
| KHF Vushtrria       | 20 – 83 | Spono Eagles           | 14 – 42 | 6 – 41    |
| ŽRK Čair Skopje     | 53 – 78 | H71 Tórshavn           | 26 – 43 | 27 – 35   |
| Bukovička Banja     | 59 – 52 | Valur Reykjavík        | 29 – 28 | 30 – 24   |
| HB Dudelange        | 46 – 40 | ŽRK Metalurg Skopje    | 27 – 18 | 19 – 22   |
| Wienerneustadt (sk) | 36 – 62 | Jomi Salerno           | 18 – 31 | 20 – 31   |
| ŽRK Hadžići         | 32 – 77 | Iuventa Michalovce     | 17 – 39 | 15 – 38   |
| HK Hodonin          | 27 – 48 | SC Galytchanka Lviv    | 11 – 22 | 16 – 26   |
| KHF Istogu          | 56 – 63 | KA/Þór (en)            | 22 – 26 | 34 – 37   |
| Kristianstad HK     | 46 – 45 | Mlinotest Ajdovščina   | 26 – 26 | 20 – 19   |
| HRK Grude           | 27 – 38 | TJ Sokol Písek         | /       | 27 – 38   |

### Seizièmes de finale
Les matchs aller se déroulent du 12 au 20 novembre et les matchs retour du 14 au 21 novembre 2021 :
| Équipe 1                    | Score   | Équipe 2               | Aller   | Retour  |
| --------------------------- | ------- | ---------------------- | ------- | ------- |
| Westfriesland SEW           | 49 – 50 | Maccabi Ramat Gan (he) | 24 – 26 | 25 – 24 |
| UHC Stockerau               | 42 – 69 | SK DAC Dunajská Streda | 24 – 33 | 18 – 36 |
| COR Victoria-Berestie       | 57 – 60 | SSV Brixen Südtirol    | 35 – 33 | 22 – 27 |
| CBF Málaga Costa del Sol    | 70 – 60 | HV Quintus             | 37 – 29 | 33 – 37 |
| BM Gran Canaria             | 64 – 63 | Skara HF (en)          | 37 – 38 | 27 – 25 |
| Bukovička Banja Aranđelovac | 58 – 56 | Jomi Salerno           | 29 – 29 | 29 – 27 |
| LK Zug Handball             | 56 – 60 | HandbaL Venio          | 25 – 23 | 31 – 37 |
| AEP Panorama                | 44 – 55 | ÍB Vestmannaeyja       | 20 – 26 | 24 – 29 |
| ŽRK Naisa Niš               | 50 – 43 | HB Dudelange           | 25 – 22 | 25 – 21 |
| SC Galytchanka Lviv         | 45 – 44 | Iuventa Michalovce     | 27 – 22 | 18 – 22 |
| Izmir BSB SK                | 57 – 51 | Madeira Andebol SAD    | 28 – 22 | 29 – 29 |
| Spono Eagles                | 57 – 65 | H71 Tórshavn           | 26 – 36 | 31 – 29 |
| KA/Þór (en)                 | 40 – 43 | CB Elche               | 18 – 22 | 22 – 21 |
| ŽRK Vardar Skopje           | 62 – 71 | JuRo Unirek VZV        | 35 – 39 | 27 – 32 |
| DHC Slavia Prague           | 57 – 61 | TJ Sokol Písek         | 35 – 34 | 22 – 27 |
| Kristianstad HK             | 63 – 44 | Ankara Yenimahalle BSK | 28 – 23 | 35 – 21 |

### Huitièmes de finale
Les matchs étaient prévus le week-end des 8 et 9 janvier pour l'aller et le week-end suivant (15 et 16 janvier 2022). Cependant de nombreux matchs ont eu lieu sur un seul week-end, pour certains les 7, 8 ou 9 janvier, pour d'autres les 14, 15 ou 16 :
| Équipe 1               | Score   | Équipe 2                    | Aller   | Retour  |
| ---------------------- | ------- | --------------------------- | ------- | ------- |
| SK DAC Dunajská Streda | 54 – 44 | Kristianstad HK             | 21 – 23 | 23 – 34 |
| Izmir BSB SK           | 55 – 64 | BM Gran Canaria             | 28 – 28 | 27 – 36 |
| JuRo Unirek VZV        | 41 – 60 | CBF Málaga Costa del Sol    | 19 – 35 | 22 – 25 |
| Maccabi Ramat Gan (he) | 38 – 63 | CB Elche                    | 16 – 34 | 22 – 29 |
| HandbaL Venio          | 55 – 59 | Bukovička Banja Aranđelovac | 31 – 32 | 24 – 27 |
| ŽRK Naisa Niš          | 64 – 69 | H71 Tórshavn                | 38 – 39 | 26 – 30 |
| TJ Sokol Písek         | 49 – 60 | ÍB Vestmannaeyja            | 20 – 27 | 29 – 33 |
| SSV Brixen Südtirol    | 29 – 46 | SC Galytchanka Lviv         | 29 – 36 | 0 – 10  |

## Phase finale
|  | Quarts de finale            | Quarts de finale            | Quarts de finale            | Quarts de finale            |                          |                          | Demi-finales            | Demi-finales            | Demi-finales            | Demi-finales            |  |  | Finale           | Finale           | Finale           | Finale           |
|  |                             |                             |                             |                             |                          |                          |                         |                         |                         |                         |  |  |                  |                  |                  |                  |
|  | 12 et 13 février 2022       | 12 et 13 février 2022       | 12 et 13 février 2022       | 12 et 13 février 2022       |                          |                          | 26 mars et 2 avril 2022 | 26 mars et 2 avril 2022 | 26 mars et 2 avril 2022 | 26 mars et 2 avril 2022 |  |  | 7 et 14 mai 2022 | 7 et 14 mai 2022 | 7 et 14 mai 2022 | 7 et 14 mai 2022 |
|  | 12 et 13 février 2022       | 12 et 13 février 2022       | 12 et 13 février 2022       | 12 et 13 février 2022       |                          |                          | 26 mars et 2 avril 2022 | 26 mars et 2 avril 2022 | 26 mars et 2 avril 2022 | 26 mars et 2 avril 2022 |  |  | 7 et 14 mai 2022 | 7 et 14 mai 2022 | 7 et 14 mai 2022 | 7 et 14 mai 2022 |
|  | ÍB Vestmannaeyja            | ÍB Vestmannaeyja            | 23                          | 27                          |                          |                          | 26 mars et 2 avril 2022 | 26 mars et 2 avril 2022 | 26 mars et 2 avril 2022 | 26 mars et 2 avril 2022 |  |  | 7 et 14 mai 2022 | 7 et 14 mai 2022 | 7 et 14 mai 2022 | 7 et 14 mai 2022 |
|  | ÍB Vestmannaeyja            | ÍB Vestmannaeyja            | 23                          | 27                          |                          |                          | 26 mars et 2 avril 2022 | 26 mars et 2 avril 2022 | 26 mars et 2 avril 2022 | 26 mars et 2 avril 2022 |  |  | 7 et 14 mai 2022 | 7 et 14 mai 2022 | 7 et 14 mai 2022 | 7 et 14 mai 2022 |
|  | CBF Málaga Costa del Sol    | CBF Málaga Costa del Sol    | 34                          | 34                          |                          |                          | 26 mars et 2 avril 2022 | 26 mars et 2 avril 2022 | 26 mars et 2 avril 2022 | 26 mars et 2 avril 2022 |  |  | 7 et 14 mai 2022 | 7 et 14 mai 2022 | 7 et 14 mai 2022 | 7 et 14 mai 2022 |
|  | CBF Málaga Costa del Sol    | CBF Málaga Costa del Sol    | 34                          | 34                          | CBF Málaga Costa del Sol | CBF Málaga Costa del Sol | 36                      | 25                      |                         |                         |  |  | 7 et 14 mai 2022 | 7 et 14 mai 2022 | 7 et 14 mai 2022 | 7 et 14 mai 2022 |
|  | 12 et 19 février 2022       |                             |                             |                             | CBF Málaga Costa del Sol | CBF Málaga Costa del Sol | 36                      | 25                      |                         |                         |  |  | 7 et 14 mai 2022 | 7 et 14 mai 2022 | 7 et 14 mai 2022 | 7 et 14 mai 2022 |
|  |                             |                             | Bukovička Banja Aranđelovac | Bukovička Banja Aranđelovac | 21                       | 21                       |                         |                         |                         |                         |  |  | 7 et 14 mai 2022 | 7 et 14 mai 2022 | 7 et 14 mai 2022 | 7 et 14 mai 2022 |
|  | Bukovička Banja Aranđelovac | Bukovička Banja Aranđelovac | Bukovička Banja Aranđelovac | Bukovička Banja Aranđelovac | 21                       | 21                       | 30                      | 29                      |                         |                         |  |  | 7 et 14 mai 2022 | 7 et 14 mai 2022 | 7 et 14 mai 2022 | 7 et 14 mai 2022 |
|  | Bukovička Banja Aranđelovac | Bukovička Banja Aranđelovac | 26 mars et 2 avril 2022     |                             |                          |                          | 30                      | 29                      |                         |                         |  |  | 7 et 14 mai 2022 | 7 et 14 mai 2022 | 7 et 14 mai 2022 | 7 et 14 mai 2022 |
|  | SK DAC Dunajská Streda      | SK DAC Dunajská Streda      | 23                          | 30                          |                          |                          |                         |                         |                         |                         |  |  | 7 et 14 mai 2022 | 7 et 14 mai 2022 | 7 et 14 mai 2022 | 7 et 14 mai 2022 |
|  | SK DAC Dunajská Streda      | SK DAC Dunajská Streda      | 23                          | 30                          | CBF Málaga Costa del Sol | CBF Málaga Costa del Sol | 17                      | 29E                     |                         |                         |  |  |                  |                  |                  |                  |
|  | 20 février                  |                             |                             |                             | CBF Málaga Costa del Sol | CBF Málaga Costa del Sol | 17                      | 29E                     |                         |                         |  |  |                  |                  |                  |                  |
|  |                             |                             | BM Gran Canaria             | BM Gran Canaria             | 21                       | 25                       |                         |                         |                         |                         |  |  |                  |                  |                  |                  |
|  | H71 Tórshavn                | H71 Tórshavn                | BM Gran Canaria             | BM Gran Canaria             | 21                       | 25                       | 26                      | 0                       |                         |                         |  |  |                  |                  |                  |                  |
|  | H71 Tórshavn                | H71 Tórshavn                |                             |                             |                          |                          |                         |                         |                         |                         |  |  |                  |                  |                  |                  |
|  | SC Galytchanka Lviv         | SC Galytchanka Lviv         | 27                          | 10                          |                          |                          |                         |                         |                         |                         |  |  |                  |                  |                  |                  |
|  | SC Galytchanka Lviv         | SC Galytchanka Lviv         | 27                          | 10                          | SC Galytchanka Lviv      | SC Galytchanka Lviv      | 20                      | 27                      |                         |                         |  |  |                  |                  |                  |                  |
|  | 13 et 20 février 2022       |                             |                             |                             | SC Galytchanka Lviv      | SC Galytchanka Lviv      | 20                      | 27                      |                         |                         |  |  |                  |                  |                  |                  |
|  |                             |                             | BM Gran Canaria             | BM Gran Canaria             | 19                       | 34                       |                         |                         |                         |                         |  |  |                  |                  |                  |                  |
|  | CB Elche                    | CB Elche                    | BM Gran Canaria             | BM Gran Canaria             | 19                       | 34                       | 22                      | 17                      |                         |                         |  |  |                  |                  |                  |                  |
|  | CB Elche                    | CB Elche                    |                             |                             |                          |                          |                         | 17                      |                         |                         |  |  |                  |                  |                  |                  |
|  | BM Gran Canaria             | BM Gran Canaria             | 22                          | 23                          |                          |                          |                         |                         |                         |                         |  |  |                  |                  |                  |                  |
|  | BM Gran Canaria             | BM Gran Canaria             | 22                          | 23                          |                          |                          |                         |                         |                         |                         |  |  |                  |                  |                  |                  |
|  |                             |                             |                             |                             |                          |                          |                         |                         |                         |                         |  |  |                  |                  |                  |                  |

### Quarts de finale
Les matchs se déroulent du 12 au 20 février 2022 :
| Équipe 1                    | Score   | Équipe 2                 | Aller   | Retour  |
| --------------------------- | ------- | ------------------------ | ------- | ------- |
| H71 Tórshavn                | forfait | SC Galytchanka Lviv      | 26 – 27 | 0 – 10  |
| CB Elche                    | 39 – 45 | BM Gran Canaria          | 22 – 22 | 17 – 23 |
| Bukovička Banja Aranđelovac | 59 – 53 | SK DAC Dunajská Streda   | 30 – 23 | 29 – 30 |
| ÍB Vestmannaeyja            | 50 – 68 | CBF Málaga Costa del Sol | 23 – 34 | 27 – 34 |

### Demi-finales
| Équipe 1                 | Score   | Équipe 2                    | Aller   | Retour  |
| ------------------------ | ------- | --------------------------- | ------- | ------- |
| CBF Málaga Costa del Sol | 61 – 42 | Bukovička Banja Aranđelovac | 36 – 21 | 25 – 21 |
| SC Galytchanka Lviv      | 47 – 53 | BM Gran Canaria             | 20 – 19 | 27 – 34 |

### Finale
| Équipe 1        | Score    | Équipe 2                 | Aller   | Retour  |
| --------------- | -------- | ------------------------ | ------- | ------- |
| BM Gran Canaria | 46E – 46 | CBF Málaga Costa del Sol | 21 – 17 | 25 – 29 |

Le BM Gran Canaria est déclaré vainqueur selon la règle du nombre de buts marqués à l'extérieur.

#### Finale aller
| 8 mai 2022 14h00 | BM Gran Canaria     | 21 – 17 | CBF Málaga Costa del Sol | Pabellón Insular Rita Hernández, Telde Affluence : 1 200 Arbitrage : Dorian Sirbu, Victor Serdiuc |
| 8 mai 2022 14h00 | Katarina Pavlović 7 | (9-8)   | E. López et Bravo 4      | Pabellón Insular Rita Hernández, Telde Affluence : 1 200 Arbitrage : Dorian Sirbu, Victor Serdiuc |
| 8 mai 2022 14h00 | ×1+1 ×4             | EHF     | ×1+1 ×4                  | Pabellón Insular Rita Hernández, Telde Affluence : 1 200 Arbitrage : Dorian Sirbu, Victor Serdiuc |

- Rocasa Gran Canaria : Navarro (1), Palomino – Pavlović  (7), Pérez (4), Gomes Da Costa   (3), Arangio (2), Mbengue  (2), Zygoura  (1), Hosoe (1), Falcón, Pizzo, de Miguel, Spugnini, González, Guerra, Toledo
- Costa del Sol Málaga : Castellanos, Fernádez – E. López (4), Bravo (4), Rojas (3), dos Santos (2), S. López (1), García Ávila  (1), Doiro (1), Arderíus   (1), Alves, Campigli , Gutiérrez, Barranco, Sánchez, Segado

#### Finale retour
| 14 mai 2022 20h00 | CBF Málaga Costa del Sol | 29 – 25 | BM Gran Canaria    | Ciudad Deportiva de Carranque, Malaga Affluence : 7 183 Arbitrage : Urszula Lesiak, Małgorzata Lidacka |
| 14 mai 2022 20h00 | Isabelle dos Santos 11   | (16-11) | Seynabou Mbengue 6 | Ciudad Deportiva de Carranque, Malaga Affluence : 7 183 Arbitrage : Urszula Lesiak, Małgorzata Lidacka |
| 14 mai 2022 20h00 | ×0 ×4                    | EHF     | ×1 ×6              | Ciudad Deportiva de Carranque, Malaga Affluence : 7 183 Arbitrage : Urszula Lesiak, Małgorzata Lidacka |

- Costa del Sol Málaga : Castellanos, Fernádez – dos Santos (11), E. López  (5), Arderíus  (4), Campigli  (4), S. López (3), Doiro  (2), Bravo, Alves, Gutiérrez, Barranco, Sánchez Cano, Segado, Rojas, García Ávila
- Rocasa Gran Canaria : Navarro, Palomino – Mbengue Rodríguez  (6), Falcón (4), Spugnini (4), Pavlović (3), Pérez  (2), Gomes Da Costa   (2), Hosoe  (2), Zygoura (1), Melián (1), Pizzo  , González, Guerra, Martín

## Les vainqueurs
| Vainqueur - Coupe Européenne 2021-2022 BM Gran Canaria 3e titre |